# Коротаев, Владислав Николаевич
Владислав Николаевич Коротаев (род. 27 сентября 1937, село Ивановское, Реутовский район, Московская область) — советский и российский географ-геоморфолог, исследователь береговых и русловых процессов озёр, морей и рек. Доктор географических наук (1991). Член рабочей группы «Морские берега» Совета РАН по проблемам Мирового океана. Заслуженный научный сотрудник Московского университета.

## Биография
Родился 27 сентября 1937 года в селе Ивановское Московской области в семье инженера-геодезиста Главвоенстроя СНК СССР Н. И. Коротаева (1909 —), который был родом из семьи военного священника из Калуги.
В 1961 году окончил Географический факультет МГУ, кафедра геоморфологии, по специальности географ-геоморфолог.
Изучал морфологию и динамику высокогорных озёр: Иссык-Куль, Чатыр-Куль, Сон-Куль, на базе Тянь-Шаньской физико-географической станции АН Киргизской ССР. По материалам работ в 1967 году защитил в МГУ кандидатскую диссертацию по теме «Морфология и динамика береговой зоны озера Иссык-Куль».
В 1969 году перешёл в Проблемную лабораторию эрозии почв и русловых процессов Географического факультета МГУ, и начал изучение северных рек. С тех пор работает в МГУ, сейчас он ведущий научный сотрудник Научно-исследовательской лаборатории эрозии почв и русловых процессов имени Н. И. Маккавеева. Занимается вопросами: динамической геоморфологии речных дельт, русловой морфодинамики низовьев равнинных рек, регулирования морских устьев рек.
Участвовал в экспедициях в Индийский океан на научно-исследовательском судне «Академик Петровский»:
- 1978 — 9 рейс в западную часть Индийского океана[6].
- 1982 — 13 рейс на Сейшельские острова[7].

В 1977—1982 годах был оператором документальных фильмов, снятых им на цветную 16-мм киноплёнку на киноаппарат Красногорск-3, в Средней Азии и в Индийском океане.
В 1991 году защитил в МГУ докторскую диссертацию по теме «Морфология и динамика речных дельт и региональные особенности дельтообразования»
Много лет он возглавлял профком географического факультета МГУ, член учёного совета факультета.
В последнее время руководил и входил в научные коллективы разрабатывающие ряд научных тем, среди них:
- 2017—2019 — Гидролого-морфологический мониторинг устьевых областей рек архипелагов Российской Арктики: типизация устьев и речных дельт, современное состояние и динамика развития в условиях глобального изменения природной среды.
- 2017—2019 — Шельф полуострова Крым: геоморфология и новейшая история развития.
- 2016—2020 — Эволюция и трансформация эрозионно-русловых систем в условиях изменения природной среды и антропогенных нагрузок.
- 2014—2015 — Эрозионно-русловые системы и безопасность земле- и водопользования
- 2013—2015 — Речные дельты водохранилищ и озёр: закономерности формирования и прогноз развития
- 2013—2015 — Эстуарно-дельтовые системы арктического побережья России: современная динамика, закономерности развития и реакция на глобальные изменения природной среды
- 2011—2015 — Эволюция эрозионно-русловых систем и их составляющих в условиях изменения климата и антропогенных нагрузок.

Научная работа В. Н. Коротаева нашла своё применение при углублении дна и выправлении морских каналов на устьевых взморьях крупных рек севера Сибири, а также при реконструкции Волго-Каспийского канала.

## Награды, премии и звания
- 1987 — Медаль «Ветеран труда».
- 1993 — Премия имени Д. Н. Анучина, за лучшую опубликованную работу по географии в МГУ[10].
- 2004 — звание «Заслуженный научный сотрудник Московского университета»
- 2005 — Юбилейный нагрудный знак «250 лет МГУ им. М. В. Ломоносова»

## Членство в организациях
- Член Всесоюзного географического общества.
- Член рабочей группы «Морские берега» Совета РАН по проблемам Мирового океана (основана в 1952 году).
- Член президиума Межвузовского научно-координационного совета по проблемам эрозионных, русловых и устьевых процессов.
- Действительный член Академии проблем водохозяйственных наук (с 2003).

## Фотогалерея
В. Н. Коротаев в научных экспедициях:

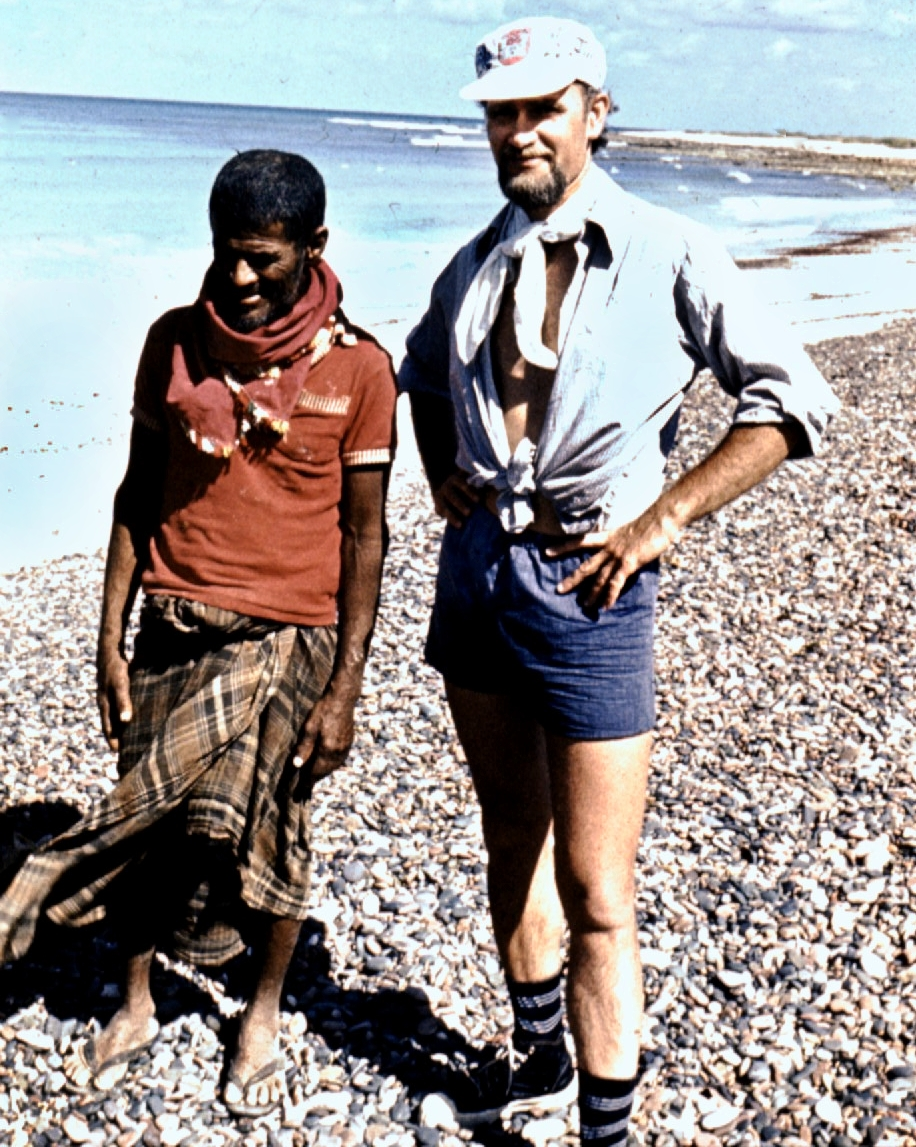
Встреча с местным жителем Тамриды. Остров Сокотра, НДРЙ, 1978
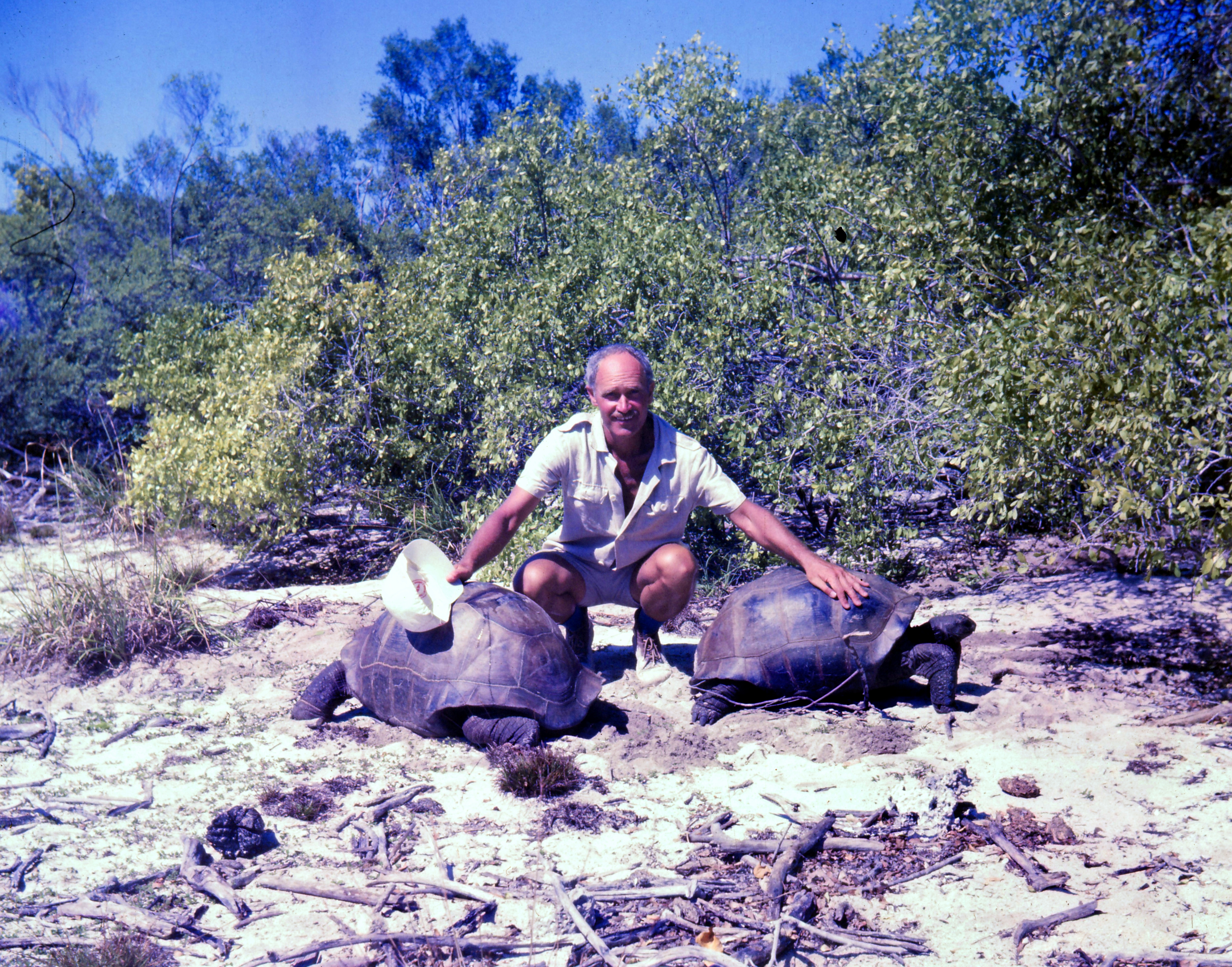
Остров Альдабра — поднятый атолл в архипелаге Сейшельских островов, 1978
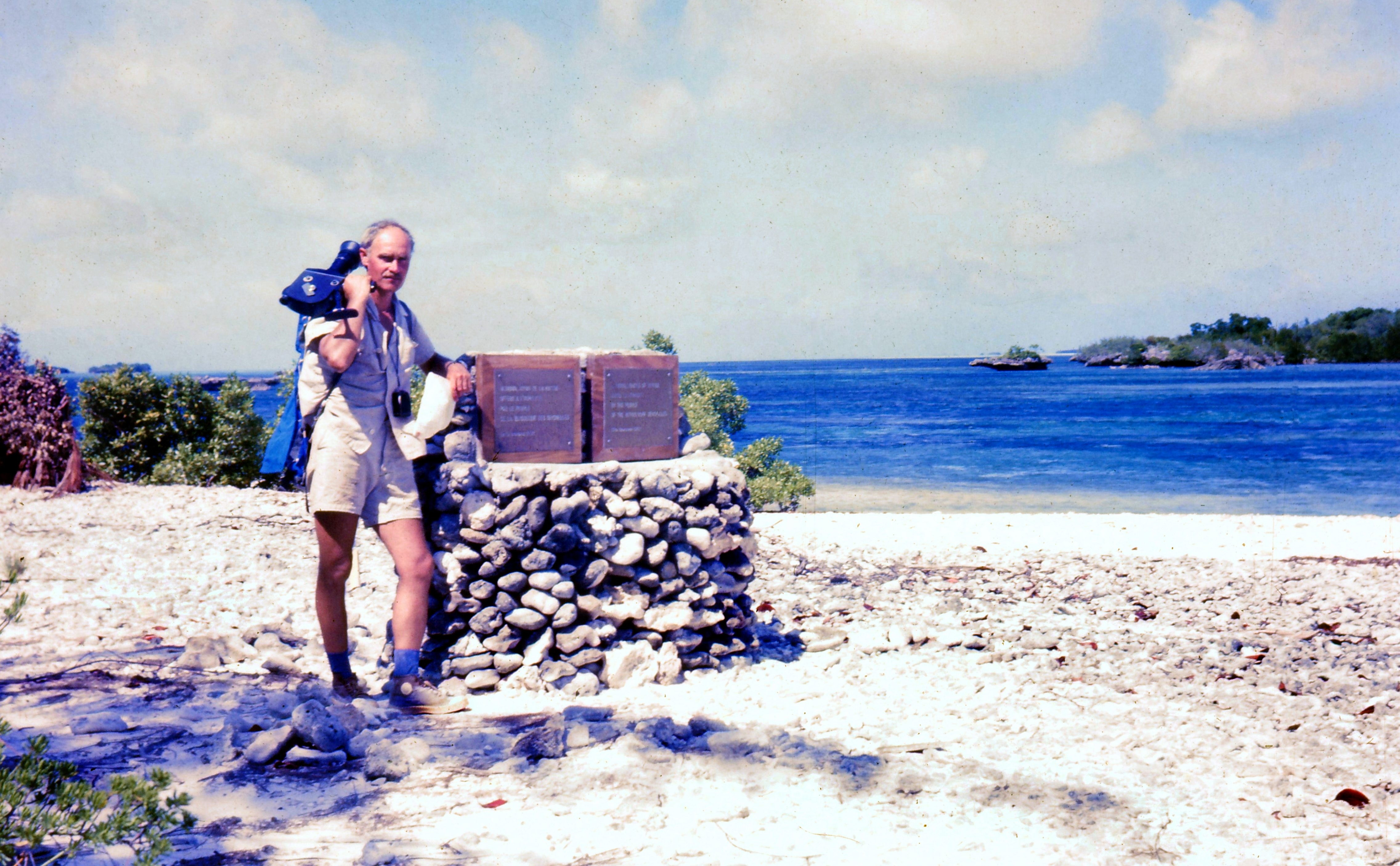
Остров Альдабра — заповедник и биологическая станция Королевского географического общества, 1978
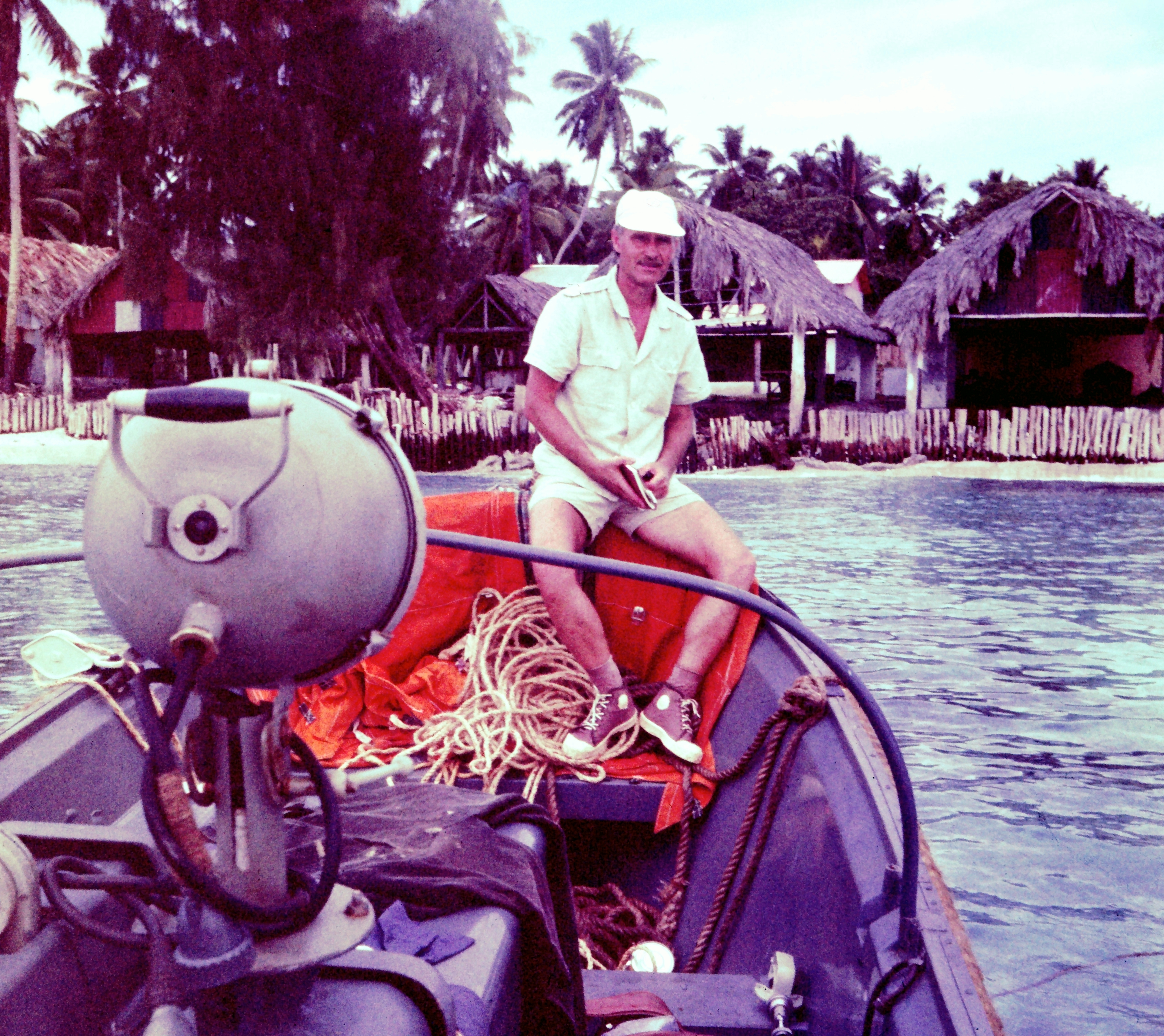
Морской отряд экспедиции МГУ по островам Сейшельского аорхипелага, 1983